# Kerr (Montana)
Kerr – jednostka osadnicza w Stanach Zjednoczonych, w stanie Montana, w hrabstwie Lake.